# Phaegorista agaristoides
Phaegorista agaristoides is een vlinder uit de familie spinneruilen (Erebidae). De wetenschappelijke naam is voor het eerst geldig gepubliceerd in 1836 door Boisduval.
De soort komt voor in tropisch Afrika.